# 戸川安尤
戸川 安尤（とがわ やすもと、? - 慶安3年6月9日（1650年7月7日）は、江戸時代の幕臣（旗本寄合）・書院番士。通称は主馬、のち内蔵助。
庭瀬藩主・戸川達安の四男として生まれる。
寛永5年（1628年）2月、父の跡を継いだ兄・正安によって早島に3400石を分知され旗本となるが、早島に入部せず、庭瀬藩から遣わされた平井庄右衛門（のちの江戸家老）、中村八郎右衛門・今村庄兵衛（のちの国家老）、小野孫右衛門の4人に政事を執り行わせた。
寛永19年（1642年）早島に初入部した際に、庄屋と知行所役人が年貢・諸役の算用について不正を行ったとして百姓300人が訴えた村方騒動が起こったが、安尤は百姓側の首謀者2人に打首・獄門、書状を認めた者を打首、訴えられた庄屋は運営の非を咎められて50日の閉門と銀10枚の過料とする裁定を下している。
慶安3年（1650年）6月9日没。跡目は養子の重明が継いだ。